# Hiroyuki Taniguchi
Hiroyuki Taniguchi (født 27. juni 1985) er en japansk fodboldspiller. Han var en del af den japanske trup ved Sommer-OL 2008.